# Blade Dancer: Lineage of Light
Blade Dancer: Lineage of Light, pubblicato in Giappone come Blade Dancer: Millennium Promise (ブレイドダンサー 千年の約束?, Bureido Dansā Sennen no Yakusoku), è un videogioco di ruolo sviluppato per PlayStation Portable.
Il protagonista, il giovane Lance, dovrà salvare il mondo con l'aiuto dei suoi amici.

## Trama
Lance è un giovane guerriero in cerca di fama e gloria che nel corso della storia scoprirà essere il discendente del Blade Dancer, il leggendario eroe che tempo addietro salvò l'umanità dal Signore oscuro.

## Modalità di gioco
- Sistema di combattimento unico nel suo genere poiché in ogni battaglia i turni inizieranno solo dopo che verrà colpito qualcuno
- Sistema per fondere gli elementi e creare nuove armi ed oggetti
- Sviluppo di tecniche speciali chiamate Lunabilità da usare contro i nemici più forti

## Accoglienza
Il gioco ha ricevuto un 6.8 da GameSpot e diverse critiche soprattutto per gli ambienti di Lunadia poco sviluppati (vasti ma ripetitivi) e per i personaggi poco caratterizzati, oltre che per il già citato sistema di combattimento piuttosto impegnativo da padroneggiare nelle prime ore di gioco.
Ma la cosa che colpisce e delude di più è il finale, che non si chiude con la classica vittoria del bene sul male. Questo ha portato i fan ad aspettarsi un seguito ma finora non c'è nessuna notizia di un suo eventuale sviluppo.